# Kamatláb
A kamatláb egy meghatározott időszakra (rendszerint egy évre) fizetendő kamat összege és a kölcsönzött pénzösszeg közötti, százalékban kifejezett arány. A kamatláb tehát azt mutatja meg, hogy időszakonként a kölcsönösszeg hány százalékát teszi ki a fizetendő kamat.

## Fogalmak

### Azonnali és határidős kamatláb
Az azonnali vagy spot kamatláb egy ma rögzített és ma nyújtott egyéves kölcsönre vonatkozó egyperiódusú kamatláb. A határidős kamatláb valamely jövőben esedékes hitelművelet kamatlába.

### Nominális és reálkamatláb
A nominális kamatláb a pénzben kifejezett kamatláb. A reálkamatláb a nominális kamatláb inflációval korrigált értéke, azaz reáljavakban kifejezett kamatláb. Ha például a nominális kamatláb 10%, azt jelenti, hogy a kölcsönvett 100 forint helyett egy év múlva 110-et kell visszafizetni. Ha az infláció ebben az időszakban 6%, akkor egy év múlva a 106 forint reálértéke annyi lesz, mint most 100-é, mert ugyanannyi terméket vagy szolgáltatást lehet vásárolni rajta. Így a reálkamatláb = nominális kamatláb mínusz inflációs ráta = 10% – 6% = 4%.